# ساحة ميرديكا

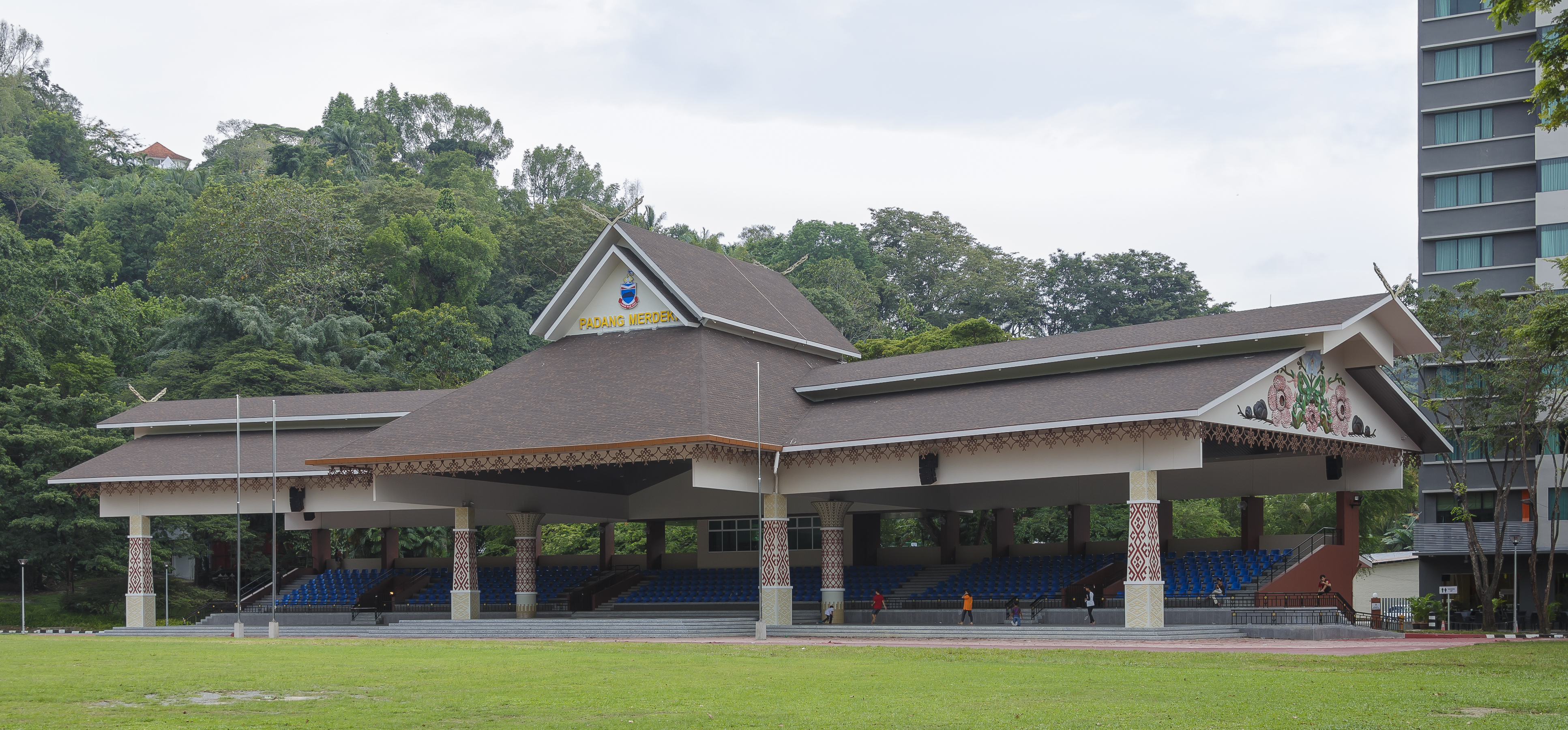
مبنى ساحة الاستقلال في كوتا كينابالو، صباح (منذ 2014)

ساحة ميرديكا هي ساحة تقع في كوتا كينابالو، ولاية صباح، ماليزيا، وتبلغ سعتها حوالي 5000.

## تاريخها
كانت الساحة فيما سبق موقعًا للأحداث الرياضية خلال فترة مستعمرة تاج شمال بورنيو. قبل بناء قاعة مجتمع جيسيلتون عام 1950، لم تكن الساحة تُستخدم كملعب لكرة القدم فحسب، بل أصبحت أيضًا موقعًا للاستعراضات خاصة قبل بناء مجمع كوتا كينابالو الرياضي.
في 16 سبتمبر 1963، أعلن رئيس الوزراء الراحل دونالد ستيفنز تشكيل اتحاد ماليزيا في الموقع. منذ ذلك الحين، يتم استخدام الساحة فقط للاحتفالات الصغيرة. وفي عام 2015، تم إغلاق الساحة لعدة أشهر بسبب أعمال الترميم. في 23 فبراير 2018، أصبح يعد واحدًا من 24 موقعًا تراثيًا في الولاية و تم نشره في الجريدة الرسمية من قبل مجلس تراث ولاية صباح بموجب القانون الجديد "لقانون تراث الولاية 2017".

## روابط خارجية
- صور لبادانج ميرديكا كوتا كينابالو على ويكي كومونز https://commons.wikimedia.org/wiki/Category:Padang_Merdeka_Kota_Kinabalu